# René Fauchois
René Fauchois (Rouen, 31 agosto 1882 – Parigi, 10 febbraio 1962) è stato uno scrittore, drammaturgo e attore teatrale francese.
Librettista di Gabriel Fauré e di Reynaldo Hahn, autore di numerose tragedie e commedie, René Fauchois è oggi ricordato soprattutto come l'autore di Boudu salvato dalle acque, commedia adattata per la prima volta al cinema da Jean Renoir (Boudu salvato dalle acque, 1932); e di altre commedie adattate al cinema, come in Su e giù per Beverly Hills (1986) di Paul Mazursky, libero rifacimento del film di Renoir. Lo scrittore prese parte ad alcuni film anche come attore.

## Filmografia

### Sceneggiatore
- La scimmia che parla (The Monkey Talks), regia di Raoul Walsh - romanzo (1927)
- Boudu salvato dalle acque (Boudu sauvé des eaux), regia di Jean Renoir - lavoro teatrale (1932)
- Prenez garde à la peinture, regia di Henri Chomette - lavoro teatrale (1933)
- Rapsodia d'amore (Rêves d'amour), regia di Christian Stengel - lavoro teatrale (1947)
- Boudu, regia di Gérard Jugnot (2005)

### Attore
- Joséphine impératrice, regia di Henri Pouctal - cortometraggio (1912)
- Remontons les Champs-Élysées, regia di Sacha Guitry (1938)
- Le Destin fabuleux de Désirée Clary, regia di Sacha Guitry (1942)
- Donne-moi tes yeux, regia di Sacha Guitry (1943)